# Современный музей каллиграфии в России
Современный музей каллиграфии — частный музей, посвящённый каллиграфии, расположенный в парке «Сокольники». В экспозиции музея представлены произведения каллиграфов из 65 стран. Инициаторами открытия Современного музея каллиграфии выступили Конгрессно-выставочный центр «Сокольники» и Национальный Союз Каллиграфов. Официальной датой открытия Музея считается 14 августа 2008 года.
Современный музей каллиграфии является членом Международного Совета музеев (ICOM), Американской ассоциации музеев (AAM) и Европейского музейного форума. Выставки, которые организует музей, проходят при поддержке Министерства культуры РФ. Международная выставка каллиграфии, которую музей проводил в 2009 году в Москве, проходила под эгидой Комиссии РФ по делам ЮНЕСКО, а также была сертифицирована Всемирной ассоциацией выставочной индустрии (UFI). III Международная выставка каллиграфии, организованная через год, получила знак от Российского Союза выставок и ярмарок.
Основатель и директор — Президент Конгрессно-выставочного центра «Сокольники» Алексей Шабуров.

## История Современного музея каллиграфии

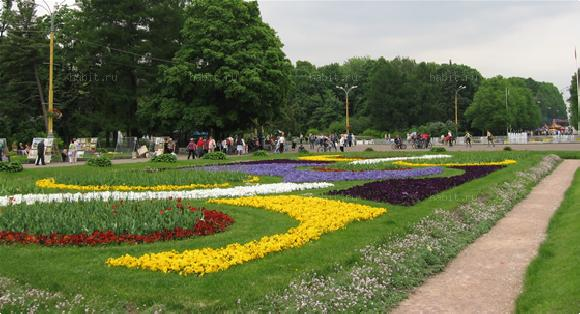
Музей находится в одном из самых зелёных мест Москвы — парке Сокольники

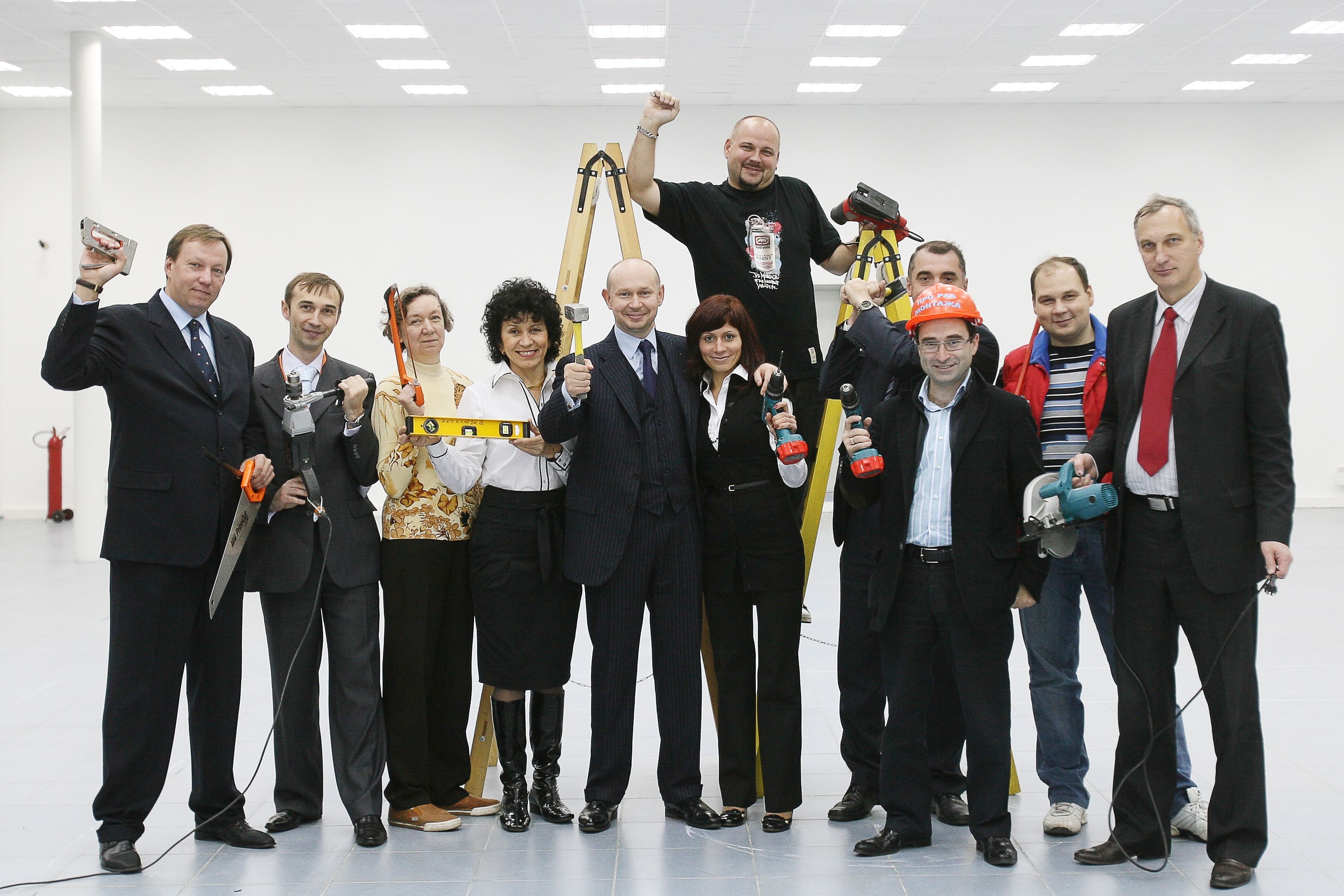
Так всё начиналось

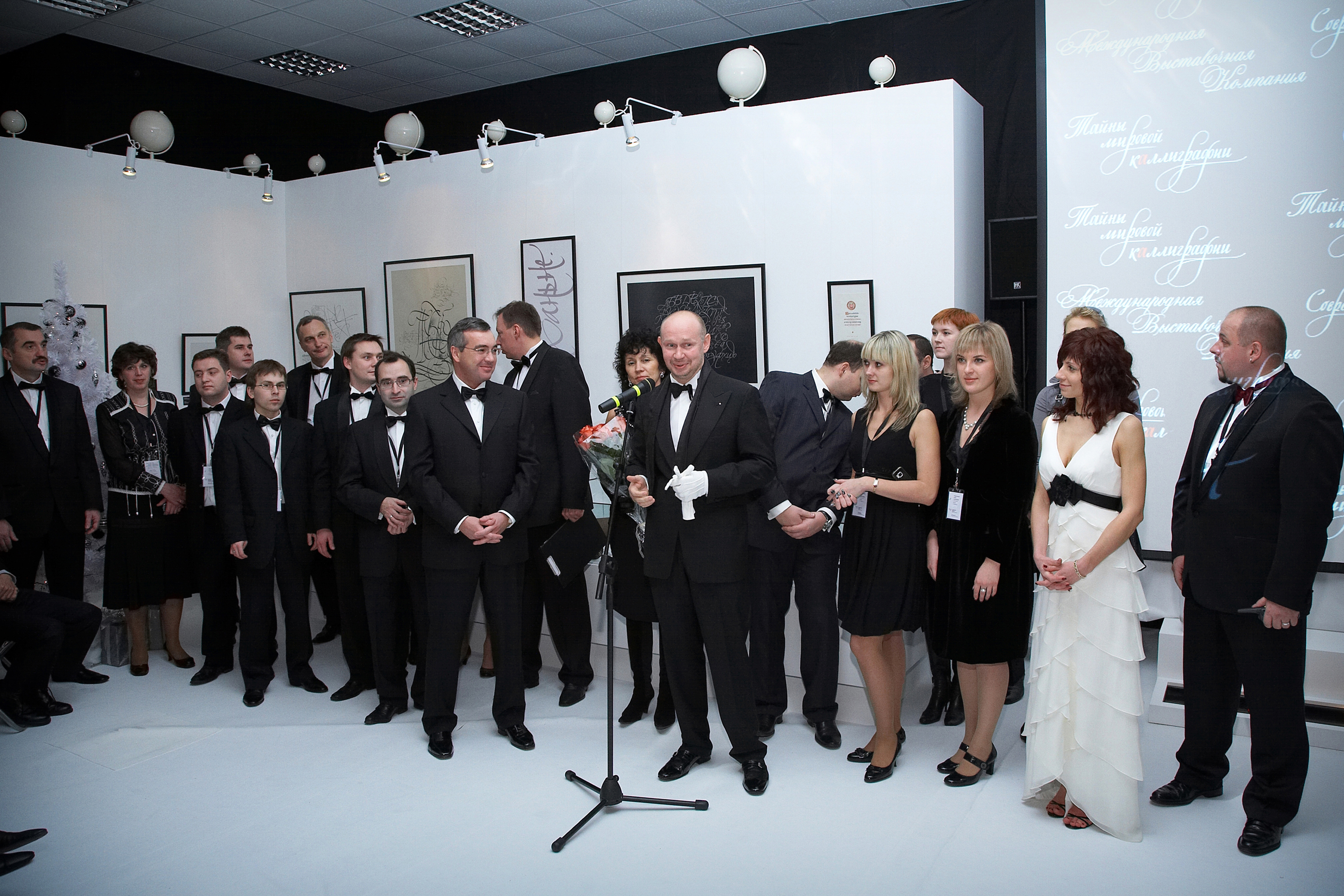
Торжественная церемония открытия музея

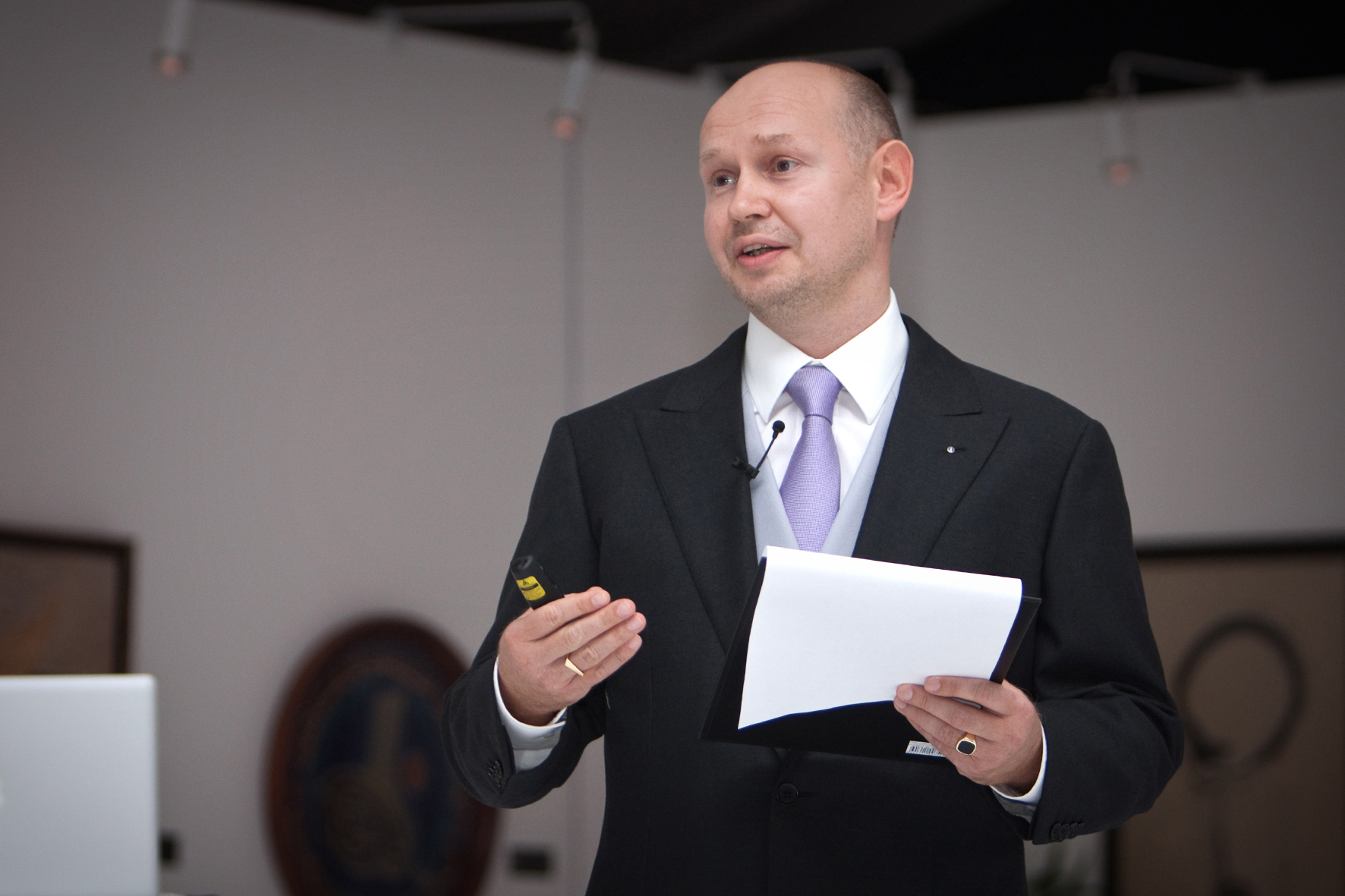
Директор Современного музея каллиграфии Алексей Шабуров

14 августа 2008 г. — открытие Современного музея каллиграфии в Москве.
16-21 сентября 2008 г. — I Международная выставка каллиграфии (Академия художеств имени И.Е.Репина, Санкт-Петербург).
6-14 декабря 2008 г. — выставка «Тайны мировой каллиграфии» в Современном музее каллиграфии.
12 декабря 2008 г. — презентация первой рукописной Конституции Российской Федерации, созданной Петром Чобитько.
26 марта 2009 г. — мастер-класс каллиграфов из Японии Хиросэ Сёко и Такефуса Сасида.
14-19 апреля 2009 г. — фестиваль японской культуры «Сакура» в Современном музее каллиграфии.
18 мая 2009 г. — музей становится коллективным членом Международного совета музеев (ИКОМ России).
22 мая 2009 г. — проект «Международная выставка каллиграфии» получает эгиду Комиссии Российской Федерации по делам ЮНЕСКО.
23 мая 2009 г. — День славянской письменности в Современном музее каллиграфии.
3 июня 2009 г. — участие музея в 11-м Московском международном фестивале музеев «Интермузей-2009».
30 июня 2009 г. — запуск первого всероссийского конкурса «Святое писание в каллиграфии».
8 июля 2009 г. — на саммите G8 в Италии Дмитрий Медведев получает из рук Сильвио Берлускони рукописный гимн Российской Федерации. Заказ на его создание был получен руководством Современного музея каллиграфии от известного итальянского издательства Marilena Ferrari-FMR, прославившегося на весь мир изготовлением эксклюзивных подарков для VIP. Исполнителями рукописного гимна выступили экспоненты «Международной выставки каллиграфии» Евгений Дробязин и каллиграф Папы Римского Бенедикта XVI Барбара Кальцолари.
23 сентября 2009 г. — Патриарх Московский и всея Руси Кирилл благословляет проекты музея. Приветственное письмо поступает на имя Алексея Шабурова, директора Современного музея каллиграфии, и Петра Чобитько, президента Национального союза каллиграфов.
14 августа 2009 г. — Год со дня основания музея. Музей получает поздравления от заместителя министра культуры РФ А. Е. Бусыгина, прибывшего на торжественную церемонию в Сокольники. В Музей прибывает артефакт из Книги рекордов Гиннесса — кошерная Царь-мезуза, написанная в Иерусалиме знаменитым израильским каллиграфом Авраамом Борщевским.
14 октября — 14 ноября 2009 г. — II Международная выставка каллиграфии (Конгрессно-выставочный центр «Сокольники», Москва). Одним из участников выставки становится мастер арабской каллиграфии, член международного жюри ЮНЕСКО по вручению наград в области искусств Нджа Махдауи (Тунис).
25 ноября 2009 г. — проект музея «Международная выставка каллиграфии» получает сертификацию Всемирной ассоциации выставочной индустрии (UFI) в Париже.
23 марта 2010 г. — Международная выставка каллиграфии становится финалистом чемпионата мира среди выставочных проектов по версии Exhibition News Awards в Лондоне.
26-28 марта 2010 г. — Дни японской культуры в Современном музее каллиграфии.
27-28 мая 2010 г. — Дни славянской письменности в Современном музее каллиграфии.
8 июля 2010 г. — Современный музей каллиграфии становится членом Американской ассоциации музеев (AAM).
1 августа 2010 г. — Современный музей каллиграфии стал коллективным членом Европейского музейного форума (EMF).
10-12 сентября 2010 г. — III Международная выставка каллиграфии (Ярославово Дворище, Великий Новгород). Рекордное количество посетителей — более 37 000 человек за три дня. Выставка проходит при поддержке губернатора Новгородской области С. Г. Митина и мэра Великого Новгорода Ю. И. Бобрышева.
17 ноября 2010 г. — Однодневное экспонирование оригиналов берестяных грамот XI—XIV вв. и книги «Евангелие тетр» 1575 г. из Новгородского государственного объединённого музея-заповедника в Современном музее каллиграфии.
18 ноября 2010 г. — церемония открытия первой в России Национальной школы искусства красивого письма на базе Современного музея каллиграфии. Куратором школы становится член Национального Союза Каллиграфов Юрий Иванович Ковердяев.
3 февраля 2011 г. — Проект музея «Международная выставка каллиграфии» получает ещё один знак сертификации — от Российского Союза выставок и ярмарок.
14 февраля 2011 г. – День всех влюблённых. Каллиграфы подписывают валентинки.
Март – май, 2011 г. – в Современном музее каллиграфии по выходным дням проводятся камерные концерты классической музыки.
27 марта 2011 г. – Дни корейской письменности. Каллиграф Ким Чон Чхиль лично провёл экскурсию по музею и дал мастер-класс.
29-30 марта 2011 г. – Дни японской культуры в музее. Мастер-классы по каллиграфии провели Хиросе Сёко и Сасида Такефуса.
1 июня 2011 г. – Праздник каллиграфии ко Дню защиты детей
16 октября 2011 г. – Новый сезон в музее открывается чередой мастер-классов
8 апреля 2012 г.— День славянской писанки — праздник, организованный накануне Пасхи и посвящённый искусству расписывания яиц.
21 мая 2012 г.— День славянской письменности в Современном музее каллиграфии
1 ноября – 15 декабря 2012 г.— IV Международная выставка каллиграфии. Проводилась в Москве, в Современном музее каллиграфии. Программа выставки традиционно состояла из лекций и мастер-классов российских и зарубежных каллиграфов. Отличительной особенностью выставки стало то, что экспозиция поменялась несколько раз  .
15-21 марта 2013 г. - Персональная выставка каллиграфа из Кореи Ким Чон Чхиля 
3-7 апреля 2014 г. – Арт-выставка «Россия-Азия», представившая шедевры каллиграфии из Китая, Японии, Кореи, Израиля и других стран
12 сентября – 12 октября 2014 г. – Персональная выставка В.В. Шаповалова «Каллиграфия, вода и случай»
14 ноября – 30 ноября 2014 г. – Выставка работ российского мастера шрифтового искусства, дизайнера, каллиграфа, кандидата искусствоведения, профессора Козубова Георгия Ивановича, посвященная 75-летию художника.
14 марта – 12 апреля 2015 г. - V Международная выставка каллиграфии прошла в Москве в Современном музее каллиграфии. Участниками выставки стали 90 каллиграфов из более 50 стран мира. Объединяющим звеном экспозиции стала тема «Размышлений о Родине».
5 – 17 мая 2015 г. – Выставка «Каллиграфия Великой Победы», посвященная 70-й годовщине Победы в Великой Отечественной войне.
2 – 30 декабря 2016 г. – Выставка «Каллиграфия о Москве».
1 – 10 сентября 2017 г. – Начало осеннего культурного сезона в Москве ознаменовалось открытием VI Международной выставки каллиграфии.
9 – 31 мая 2018 г. – Выставка каллиграфии, посвященная празднованию Дня Победы в Великой Отечественной войне
С 20 по 22 сентября 2019 года в парке «Сокольники» пройдет международный выставочный проект «Великая китайская каллиграфия и живопись», организатором которого выступает Современный музей каллиграфии. 14 декабря 2018 года состоялась официальная презентация выставки «Великая китайская каллиграфия и живопись». Презентацию посетил посол КНР в Российской Федерации Ли Хуэй, Заместитель председателя Комитета по образованию и науке Государственной Думы РФ Любовь Духанина, Председатель российской части Российско-Китайского Комитета дружбы, мира и развития Борис Титов и другие почетные гости.
С 4 по 13 сентября 2020 года пройдет 7-я Международная выставка каллиграфии — флагманский проект Современного музея каллиграфии, — обещающая стать одним из ключевых культурных событий года.

## Новаторство музея
- Первый и пока единственный в стране музей каллиграфического искусства.[21].
- Коллекция сформирована не по классическим канонам, а с учётом особенностей визуального восприятия.
- Музей как творческая мастерская, где люди могут общаться непосредственно с авторами произведений, обмениваться информацией и впечатлениями, под руководством мастера вывести первые каллиграфические буквы, принять участие в групповых каллиграфических перформансах.

## Деятельность музея
- Международные выставки каллиграфии

I Международная выставка каллиграфии впервые прошла в Санкт-Петербурге в 2008 году. В ней приняли участие 68 каллиграфов из 26 стран.
II Международная выставка каллиграфии прошла в Москве на территории музейно-просветительского комплекса ЭЦ «Сокольники» в 2009 году. В выставке приняли участие более 100 известных каллиграфов из 34 стран.
III Международная выставка каллиграфии прошла в Великом Новгороде в 2010 году на территории Ярославова Дворища. 135 каллиграфов из 43 стран.
IV Международная выставка каллиграфии прошла в Москве в Современном музее каллиграфии. 143 каллиграфов и 44 стран.
V Международная выставка каллиграфии прошла в Москве в Современном музее каллиграфии. В юбилейной выставке приняло участие 90 каллиграфов и 52 стран мира, представивших 201 каллиграфическую работу.
Для VI Международной выставки каллиграфии в парке «Сокольники» был специально возведен отдельный павильон. Рекордная по своему масштабу и охвату, она представила публике более 350 работ от 150 каллиграфов из более чем 60 стран мира. Не менее насыщенной была и программа выставки: каллиграфический перформанс известного корейского мастера Ким Чжон Чхиля, китайский мастер Ло Лэй рассказал и наглядно показал историю развития китайской письменности, мастер-класс по каллиграфии «Буквица в «Билибинском» стиле» провела Марина Ханкова и многое другое.
Общее количество людей, ознакомившихся с искусством красивого письма на международных выставках, — около 84 000.
- Фестивали и события

14 апреля 2009 г. — Фестиваль японской культуры «Сакура».
27—29 марта 2010 г. — Дни японской культуры
23 мая 2009 г., 27—28 мая 2010 г. — Дни славянской письменности
- Мастер-классы и творческие встречи

В стенах музея регулярно проводятся мастер-классы как российских признанных виртуозов красивого письма, так и зарубежных.
Поскольку искусство каллиграфии тесно связано с другими видами искусства, музей организует свои мероприятия совместно с художниками, дизайнерами, музыкантами и другими представителями творческой среды.
- Национальная школа искусства красивого письма

Открыта в ноябре 2010 года. Задача школы — дать представление об искусстве каллиграфии, а также развить навыки владения различными инструментами для письма, чувство красоты линии и понимание архитектуры буквы.

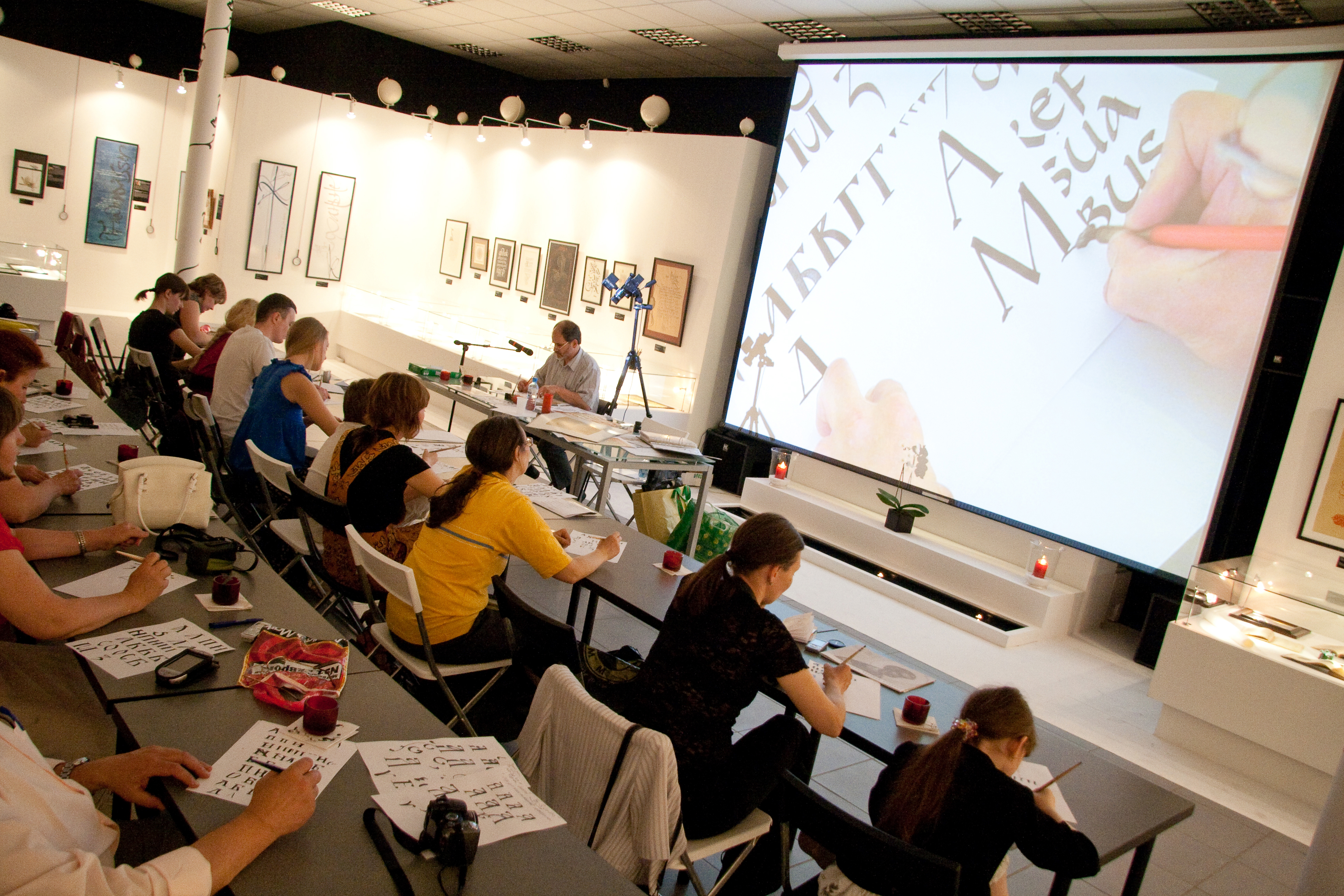
Будни Школы каллиграфии
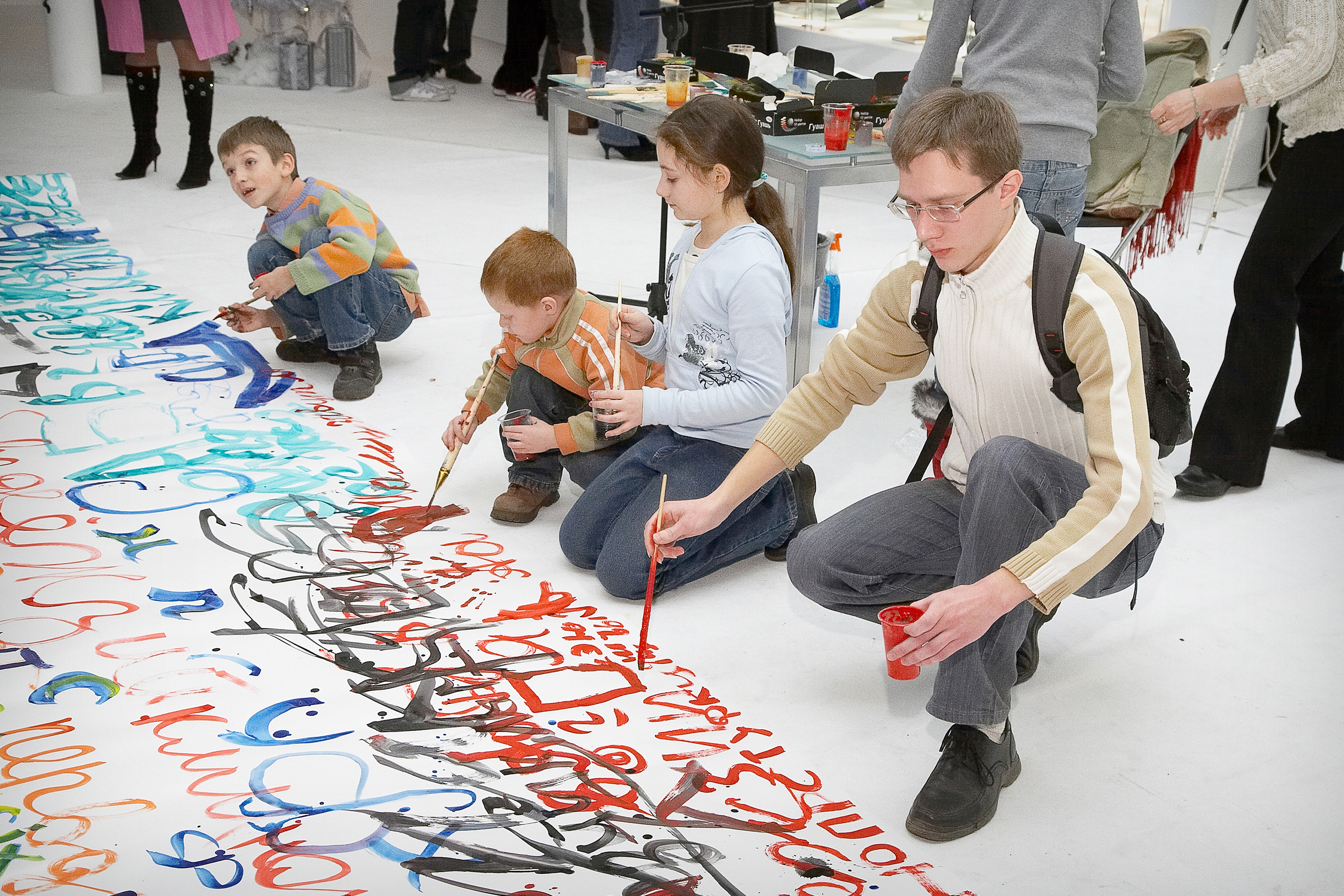
Мастер-класс для детей
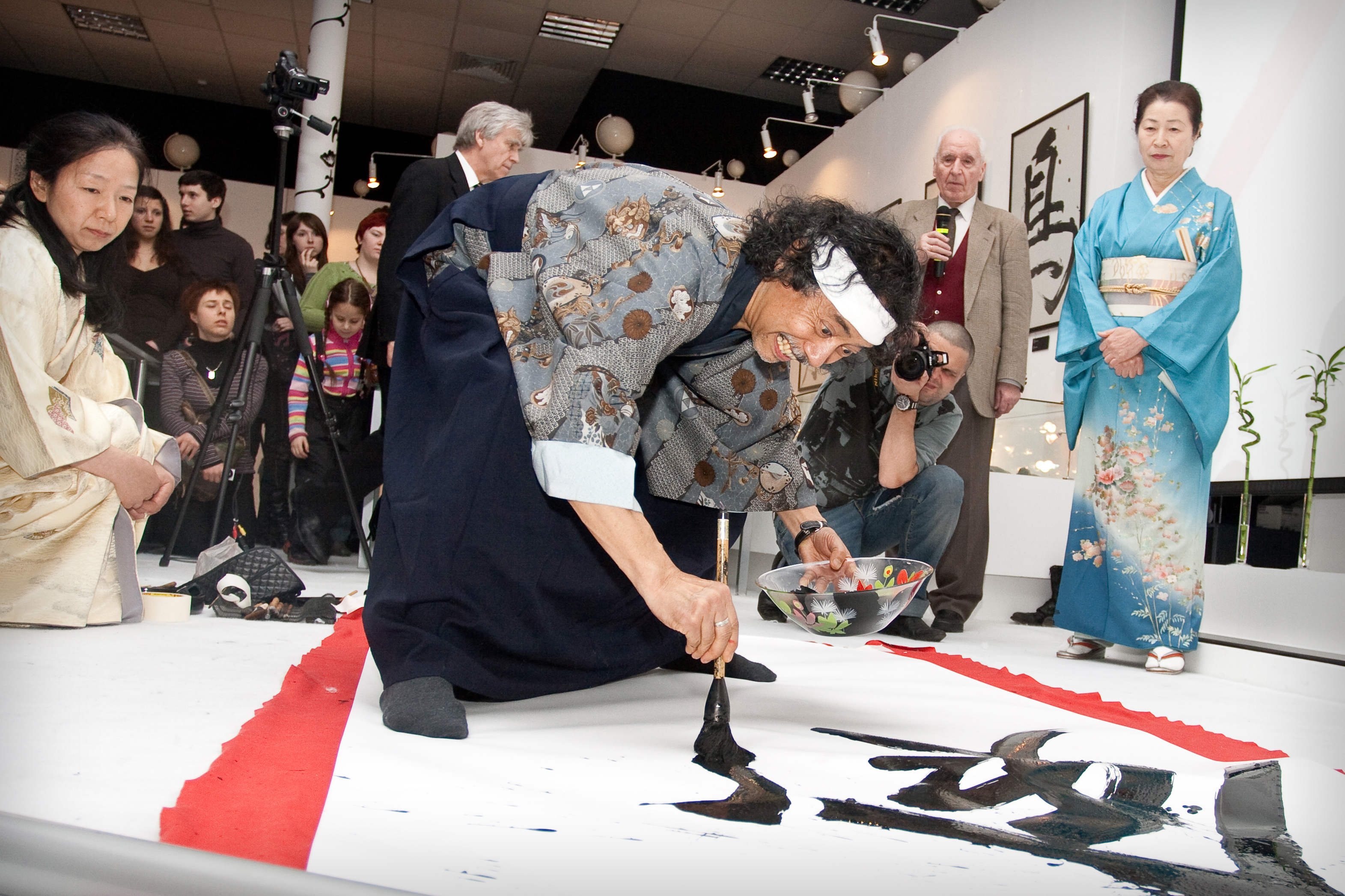
Каллиграф из Японии Сасида Такефуса

## Экспозиция
Экспозиция музея включает уникальные образцы письма, среди его экспонатов — мировые шедевры, созданные признанными мастерами каллиграфии. В музее представлены изысканные образцы славянского и европейского письма, утончённые работы еврейской и арабской школ каллиграфии, строгие формы классической японской каллиграфии, примеры древней китайской письменности, раскрывающие историю возникновения искусства каллиграфии и отражающие новые грани изобразительного искусства; отечественные и зарубежные книги по искусству каллиграфии; редкие рукописные издания, выпущенные единичными тиражами; письменные приборы прошлого и настоящего.
Художественный фонд музея насчитывает более 4000 уникальных каллиграфических работ XX— начала XXI вв. от 460 признанных мастеров из 65 стран мира.
Уникальные экспонаты
- Первая и пока единственная рукописная Конституция Российской Федерации[31].
- Царь-мезуза [32]
- Декалог, или Десять Заповедей

Образцы сакральной каллиграфии из экспозиции Музея

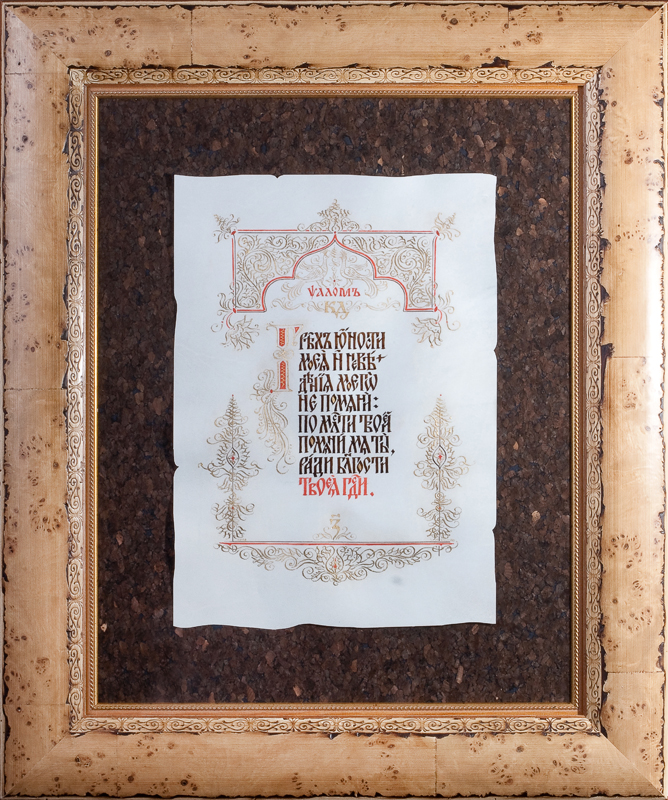
П.П. Чобитько, Россия. "Грех юности моей и неведения моего не помяни...", Псалом 24, стих 7
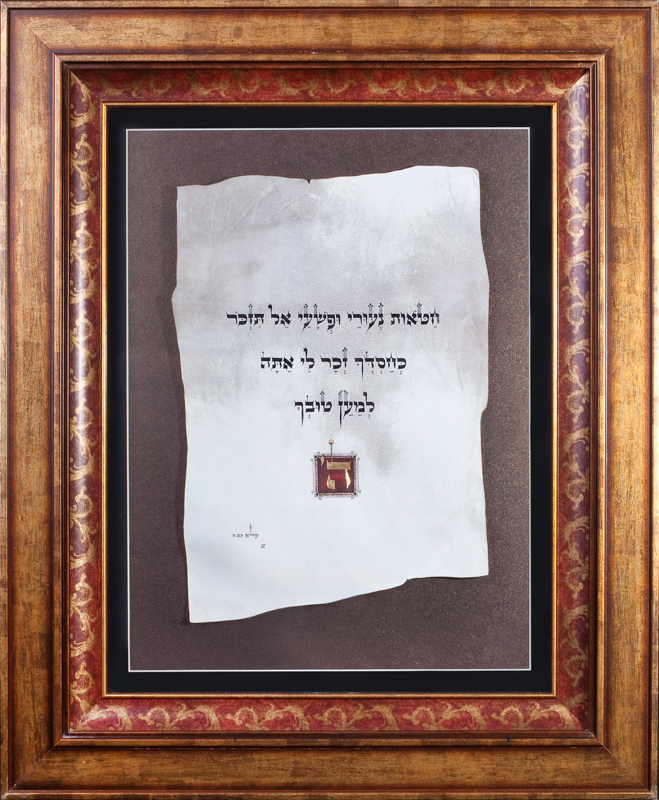
© Авраам Борщевский, Израиль. "Грехов юности моей не поминай..." Псалом 25, стих 7
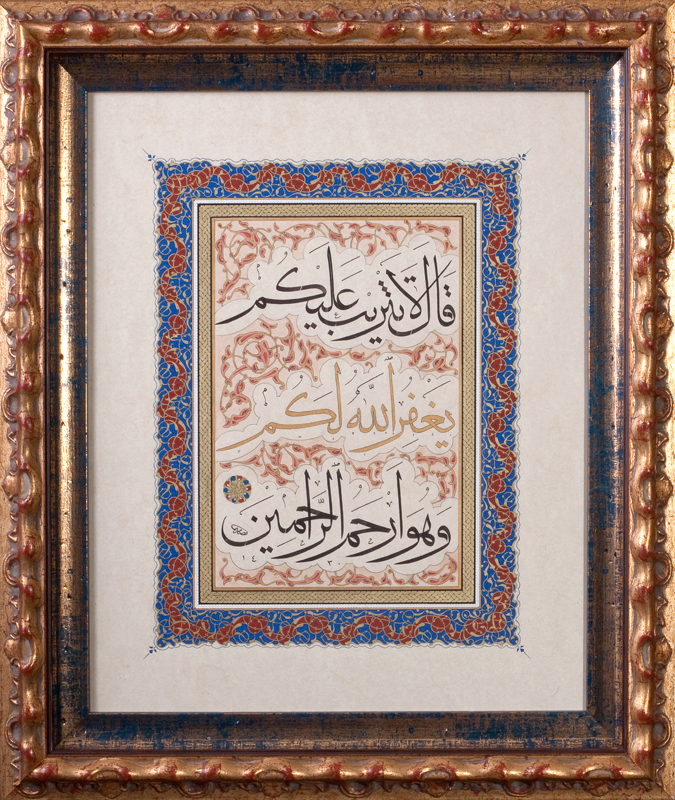
Нассар Мансур, Иордания. "Нынешнего дня над вами нет (моих) упреков..." Сура 12 (Йусуф), стих 92